# 埃列娜·杰奥尔杰斯库
埃列娜·杰奥尔杰斯库（羅馬尼亞語：Elena Georgescu，1964年4月10日—），旧姓内德尔库（Nedelcu），罗马尼亚女子赛艇运动员。她曾代表罗马尼亚参加1992年、1996年、2000年、2004年和2008年夏季奥林匹克运动会赛艇比赛，获得三枚金牌、一枚银牌和一枚铜牌。